# Кванада
Кванада (багвал. КIвачI)— село в Цумадинском районе Дагестана Российской Федерации. Административный центр сельского поселения Кванадинский сельсовет.

## Географическое положение
Расположено в 5 км к северо-востоку от районного центра — села Агвали.

## Население
| 1869  | 1888  | 1895  | 1926  | 1939  | 1970  | 1989  |
| ----- | ----- | ----- | ----- | ----- | ----- | ----- |
| 632   | ↗848  | ↘830  | ↗996  | ↗1237 | ↗1424 | ↘1309 |
| 2002  | 2003  | 2004  | 2007  | 2010  | 2021  |       |
| ↘1262 | ↗1268 | ↘1197 | ↗1249 | ↗1388 | ↘1116 |       |

Население села — багвалинцы